# 庆长遣欧使节

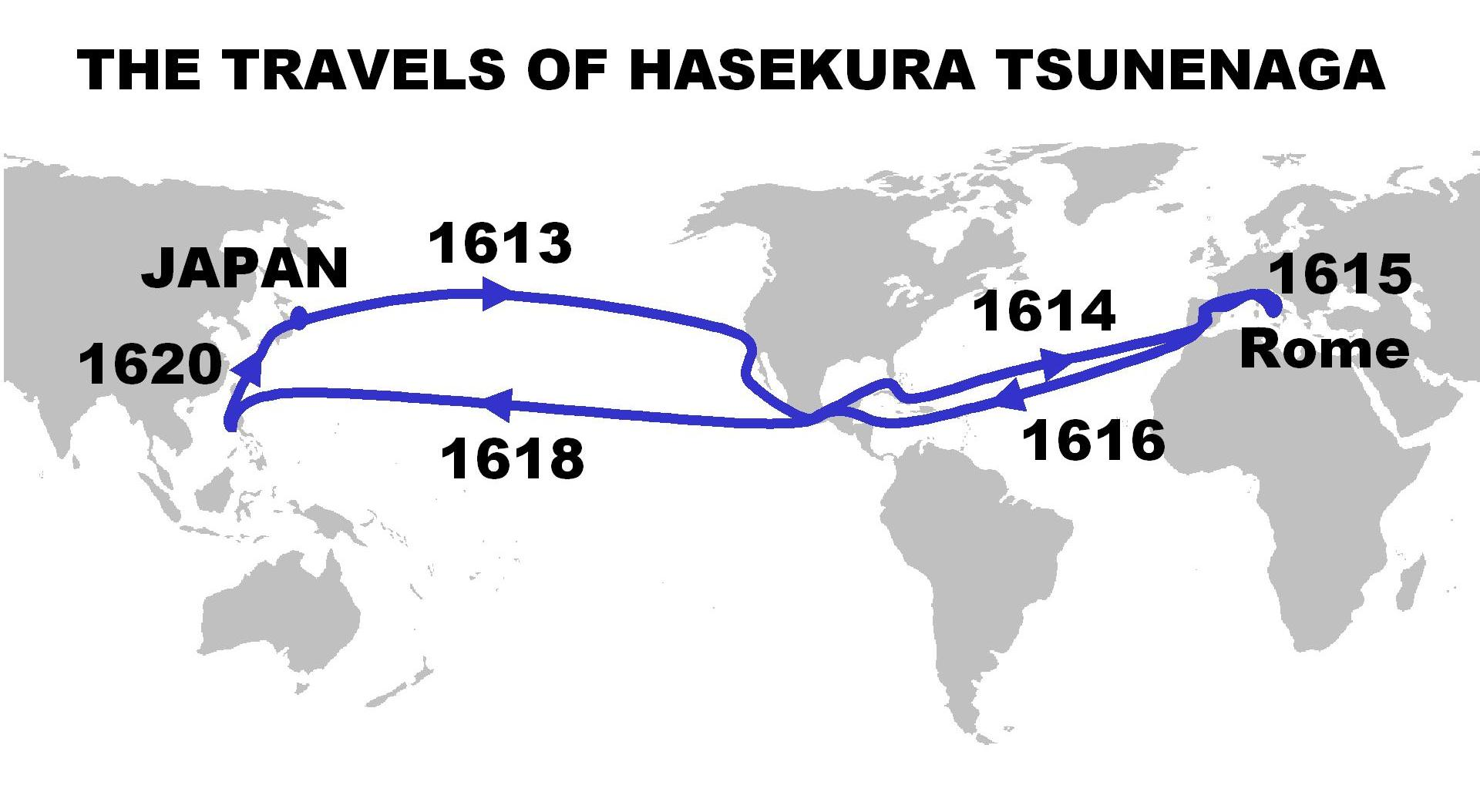
庆长遣欧使节的旅行路线图

庆长遣欧使节（日语：／）是指日本庆长十八年九月十五（1613年10月28日），仙台藩主伊达政宗派遣的前往欧洲开展外交的使节团。使节团由正使、方济各会传教士路易斯·索特洛和副使支仓常长率领。使节团觐见了西班牙国王腓力三世和罗马教皇保禄五世。元和六年八月廿四（1620年9月20日），使节团回到日本。